# Vladimir Ghika
Pour les articles homonymes, voir Ghica.
Vladimir Ghika, Vladimir Ghyka ou Ghica, né à Constantinople le 25 décembre 1873 et mort à la prison de Jilava (près de Bucarest) le 16 mai 1954, est un prélat roumain issu d'une famille princière. Initialement orthodoxe, il passe au catholicisme et est ordonné prêtre catholique. Diplomate du Saint-Siège, fondateur d'hospices, adversaire du nazisme et du communisme, il est arrêté à près de 80 ans et meurt sous la torture en prison.
Il est déclaré bienheureux et martyr, le 31 août 2013. Il est fêté le 16 mai.

## Biographie
Vladimir Ghica était le cinquième enfant du prince Jean Ghica, général et ambassadeur roumain auprès de l'Empire ottoman, et de son épouse, née Alexandrine Moret de Blaremberg. Il appartenait à la dynastie princière Ghica qui régna sur la Moldavie et la Valachie du XVIIe au XIXe siècle. Son grand-père était Grigore V Ghica.
Élevé selon la tradition familiale dans la foi orthodoxe, il suivit ses études à Toulouse et à Paris, puis chez les Dominicains à l'Angelicum de Rome. Tourmenté par la recherche de l'unité des chrétiens et convaincu qu'elle pouvait être réalisée en reconnaissant la primauté du pape, il fit profession de la foi catholique en 1902. Il obtint un doctorat en théologie.
De retour en Roumanie, Vladimir Ghica fonda un dispensaire des Filles de la Charité et organisa en 1913 un lazaret pour les victimes du choléra. Il regagna Paris quelques années plus tard et, à l'âge de 50 ans, fut ordonné prêtre le 7 octobre 1923 par l'archevêque de Paris, le cardinal Louis-Ernest Dubois. Le pape lui accorda l'autorisation de célébrer la messe selon les deux rites, latin et byzantin. En ce sens, Vladimir Ghica se situait « à la croisée des mondes oriental et latin », comme un « précurseur en œcuménisme moderne ».
À Paris, Vladimir Ghica, désormais connu comme Vladimir Ghyka ou Ghika, s'installe à l'« Église des étrangers » au 33, rue de Sèvres (actuelle église Saint-Ignace). Il est proche de Jacques Maritain, d'Emmanuel Mounier, de Paul Claudel, de Charles Du Bos et, d'une manière plus générale, des intellectuels catholiques qui se retrouvaient autour des Maritains et des Bénédictines de la rue Monsieur. Il choisit alors de vivre parmi les déshérités et partit exercer son apostolat dans un bidonville de Villejuif, où il fut notamment à l'origine de l'église Sainte-Thérèse.

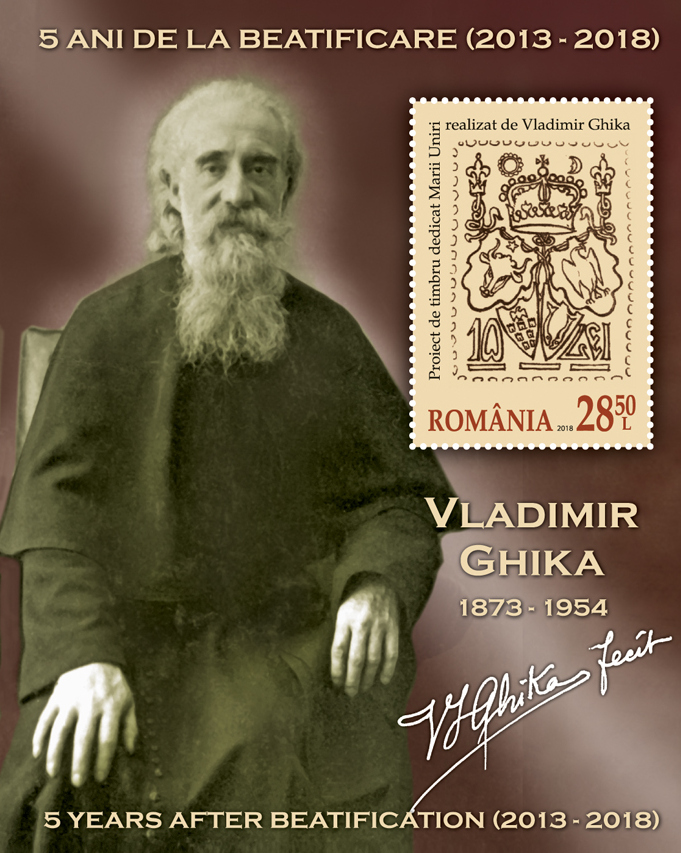
Timbre Roumain à l'effigie de Vladimir Ghika, à l'occasion des 5 ans de sa béatification.

En 1931, Pie XI le nomma protonotaire apostolique et l'envoya en mission au Japon et aux Congrès eucharistiques internationaux de Sydney, Carthage, Dublin, Buenos Aires, Manille et Budapest. Quand éclata la Seconde Guerre mondiale, Vladimir Ghica sollicita l'autorisation, qui lui fut accordée, de rentrer à Bucarest. En liaison avec la nonciature, il s'occupa principalement des réfugiés polonais qui avaient fui l'invasion nazie, et pendant plusieurs années il se consacra aux plus démunis.
Après la guerre et la chute de la monarchie, il fait parvenir au Saint-Siège des rapports sur les persécutions du régime communiste de Roumanie contre les églises
gréco-catholiques et romano-catholique. Il est arrêté le 18 novembre 1952 par la Securitate, la police politique communiste, accusé d'« espionnage au profit d'une puissance impérialiste » (le Vatican), puis condamné à trois ans d'incarcération au terme d'un simulacre de procès en même temps que cinq autres prêtres. Malgré son grand âge, il est privé de sommeil, insulté, maculé d'excréments, battu jusqu'au sang, torturé. Il mourut le 16 mai 1954 à l'infirmerie de la prison de Jilava, des suites de ces mauvais traitements. Sa tombe est visible au cimetière Bellu de Bucarest (zone 19). Les inscriptions en grec sur sa tombe rappellent qu'il fut orthodoxe jusqu'à l'âge de 29 ans.
Son buste a été sculpté par le statuaire Philippe Besnard.
Des reliques lui ayant appartenu sont déposées dans le nouvel autel de Notre Dame de Paris, le 8 décembre 2024.

## Vénération

### Esprit
Seize ans après sa mort, en 1970, le P. Bernard Lecareux, curé de Mérigny, fonde la Fraternité de la Transfiguration afin de poursuivre l'œuvre de Vladimir Ghica en faveur de l'unification des chrétiens nicéens (les patriarcats orthodoxes et la papauté catholique), selon l'esprit et la règle de l'encyclique Mortalium animos de Pie XI.

### Culte

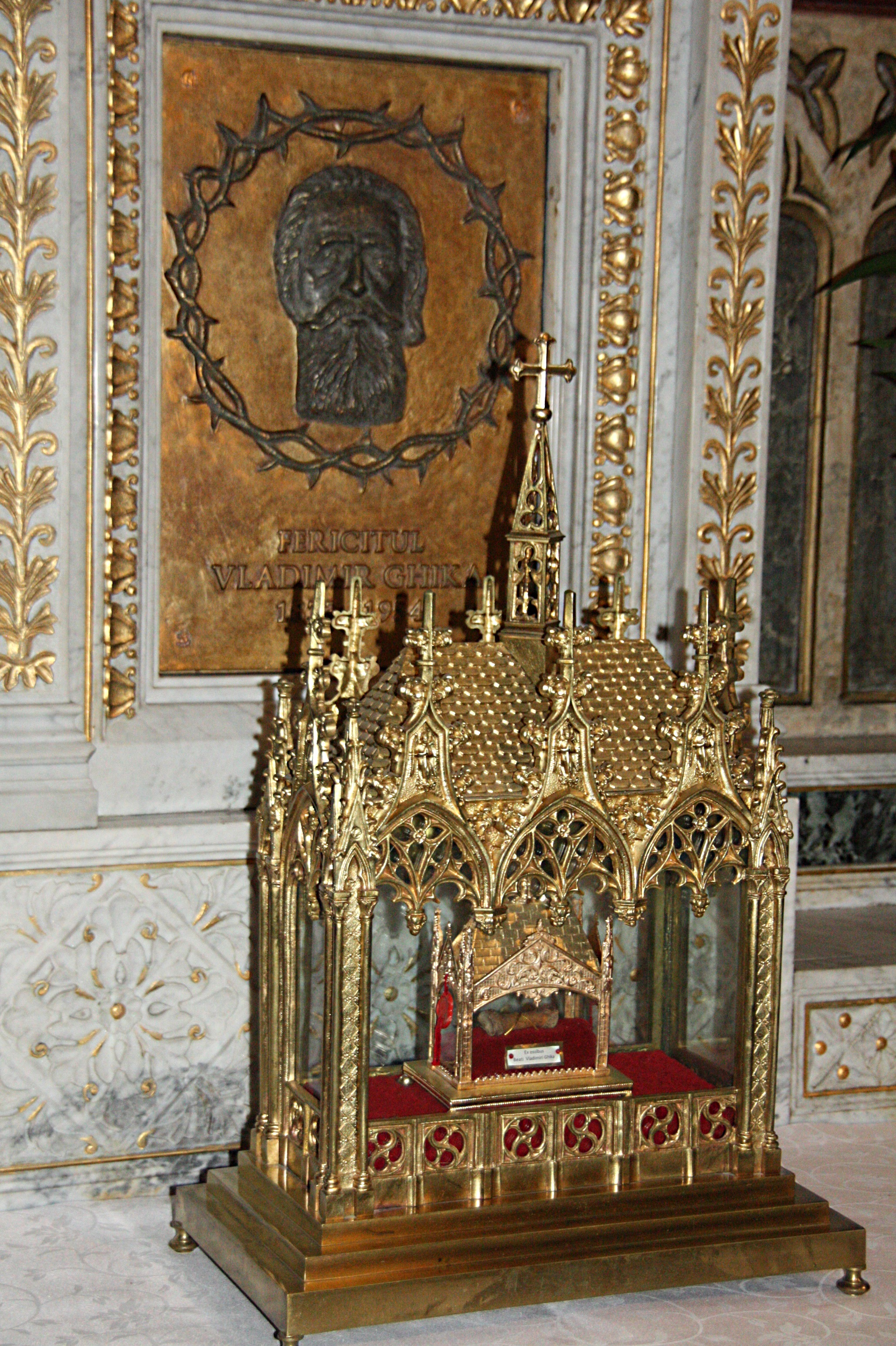
Reliques de Vladimir Ghika exposées dans la cathédrale Saint-Joseph de Bucarest.

#### Reconnaissance du martyre
Le 21 novembre 1954, au service célébré à l’abbaye bénédictine de Sainte-Marie où Monseigneur Ghika eut à Paris son port d’attache, le Révérendissime Dom Olphe Gaillard déclara dans son allocution prononcée en présence du Nonce Apostolique, Monseigneur Marella : «Il a été victime, victime volontaire, immolée pour sa foi: c’est la définition même du martyr».
Son procès en béatification, sous le nom de Vladimir Ghika, est ouvert en 1991 par la phase diocésaine dans le diocèse catholique de Bucarest. Il est clôturé en 2003 puis étudié par la Congrégation pour les causes des saints.
Le décret sur son martyre, ouvrant la voie à sa béatification, est ainsi signé le 27 mars 2013 par le pape François.

#### Béatification
La messe de béatification a lieu en la cathédrale catholique Saint-Joseph (en) de Bucarest, le 31 août 2013, sous la présidence du cardinal Angelo Amato, préfet de la Congrégation pour les causes des saints.
Le bienheureux Vladimir Ghika est fêté chaque année le 16 mai, anniversaire de sa mort.

## Œuvres
- Méditation de l'Heure sainte, 1912
- Pensées pour la suite des jours, Beauchesne, 1923
- Les Intermèdes de Talloires, 1924
- La Messe byzantine dite de saint Jean Chrysostome, 1924
- La Visite des pauvres, 1923
- La Sainte Vierge et le Saint-Sacrement, 1929
- La Femme adultère, mystère évangélique, pièce de théâtre 1931
- La Souffrance, 1932
- La Liturgie du prochain, 1932
- La Présence de Dieu, 1932
- Entretiens spirituels, Beauchesne
- Derniers Témoignages (présentés par Yvonne Estienne), Beauchesne, 1970

#### Biographie
- Jean Daujat, L'Apôtre du XXe siècle, Mgr Ghika, Nouvelles Éditions latines, 1962
- Suzanne-Marie Durand, Vladimir Ghika, prince et berger, Casterman, 1962
- Yvonne Estienne, Une flamme dans le vitrail, Souvenirs sur Mgr Ghika, éd. du Chalet, 1963
- Michel de Galzain, Une âme de feu, Mgr Vladimir Ghika, Beauchesne, 1961
- Élisabeth de Miribel, La Mémoire des silences : Vladimir Ghika, préface de Maurice Schumann, Fayard, 1987
- Hélène Danubia, Prince et martyr, l'apôtre du Danube, Mgr Ghika, Téqui, 1993
- Horia Cosmovici, Monseniorul: amintiri din viața de apostolat, Editura MC, Bucarest, 1996.
- Antonio Maria Sicari o.c.d., Vladimir Ghika. L'Angelo della Romania, in Il nono libro dei Ritratti di santi', Jaka Book, 2006.
- Charles Molette, Mgr Vladimir Ghika. Prince, prêtre et martyr, AED, 2007.
- Horia Cosmovici, Monseniorul: amintiri și documente din viața Monseniorului Ghika în România, Editura Galaxia Gutenberg, Târgu Lăpuș, 2011.
- Anca Mărtinaș, Vladimir Ghika. Prințul cerșetor de iubire pentru Cristos, Editrice Velar, Editura ARCB, Bucarest 2013.
- Anca Mărtinaș, Vladimir Ghika. Il principe mendicante di amore per Cristo, Editrice Velar, Editrice ELLEDICI, Gorle, 2013.
- Francesca Baltaceanu et Monica Brosteanu, Vladimir Ghika, professeur d'espérance, préface de Mgr Philippe Brizard, Cerf, 2013
- Francisca Băltăceanu, Andrei Brezianu, Monica Broșteanu, Emanuel Cosmovici, Luc Verly, Vladimir Ghika. Profesor de speranță, préface de Mgr Ioan Robu, Editura ARCB, Bucarest 2013.

#### Études
- (ro) Florina-Aida Bătrînu, „Rugați-vă toți pentru mine...” Monseniorul Vladimir Ghika și martiriul său, Bucarest, ARCB, 2013.
- Mihaela Vasiliu (trad. du roumain), Une lumière dans les ténèbres. Mgr Vladimir Ghika [« O lumină în întuneric: Monseniorul Vladimir Ghika »], Paris, Cerf, 2011.
- Mgr Vladimir Ghika apôtre et martyr. Actes du colloque à la mémoire de Mgr Vladimir Ghika. Octobre 2010, Paris, Paris, ABMVG, 2011.
- (ro) Ioan Ciobanu, A trăit și a murit ca un sfânt! Mons. Vladimir Ghika 1873-1954, Bucarest, ARCB, 2003.
- Père Pierre Brun, Donne-nous la lumière. Neuvaine de discernement spirituel à l'école du bienheureux Vladimir Ghika, Salvator, 2013.